# Liga morska
Liga morska – nieużywana miara długości (ang. nautical league), zwana również „ligą geograficzną”, stosowana w XVIII i XIX wieku. Była równa trzem milom morskim.
1 międzynarodowa liga morska = 3 międzynarodowe mile morskie = 5556 metrów

1 brytyjska liga morska = 3 brytyjskie mile morskie = 5559,552 metra
Liga morska jest w przybliżeniu równa zasięgowi wzroku człowieka (wzrostu 1,78 m) stojącego na poziomie morza.